# Yutaka Minobe
Pour les articles homonymes, voir Minobe.
Yutaka Minobe (蓑部 雄崇, Minobe Yutaka, né le 7 octobre 1972 à Yokohama) est un compositeur japonais de musique de jeu vidéo, connu surtout pour la bande originale du jeu Skies of Arcadia écrite en collaboration avec Tatsuyuki Maeda, ainsi que de musique d'anime.

## Discographie

### Jeux vidéo
- Eternal Arcadia [Skies of Arcadia] (2000)
- Sonic Advance (2001)
- Panzer Dragoon Orta (2002)
- Sonic Heroes (2003)
- Rule of Rose (2006)

### Animes
- L'ère des Shura (TV)
- Submarine 707R (OAV)
- Yu-Gi-Oh! GX / Yu-Gi-Oh! Duel Monsters GX en Version Originale Japonaise(TV)
- Yu-Gi-Oh! 5D's / Yu-Gi-Oh! Duel Monsters 5D's en Version Originale Japonaise(TV)